# 102街站
102街站（英語：102 Street stop）是一個位於加拿大亞伯達省首府愛德蒙頓，屬市營愛德蒙頓輕軌河谷線的一個輕軌車站。此站位於市中心區域102街和102大街交叉口處，故得此名。此站亦為河谷線第一期工程（東南段）之西側暫時端點站，於2023年12月4號正式開通營運。

## 鄰近設施
- 愛德蒙頓市中心商場
- 愛德蒙頓宏利廣場

## 資料來源
1. ↑  . City of Edmonton.   [July 9, 2017]. （原始内容存档于2021-06-18）.
2. ↑  . CBC. November 4, 2023  [November 4, 2023]. （原始内容存档于2023-11-13）.

## 外部連結
维基共享资源上的相關多媒體資源：102街站